# Hosta ventricosa
Espèce
Hosta ventricosa est une plante herbacée, vivace, ornementale, de la famille des Asparagacées.
Cette espèce fut classée dans sa propre famille des Hostaceae.

## Répartition
Chine